# Източна Рондония (мезорегион)
Източна Рондония е един от двата мезорегиона на бразилския щат Рондония. Той е най-големият по територия и население, въпреки че не обхваща щатската столица и най-голям град, Порто Вельо. Поради тази причина, по-голямата част от щатските депутати произхождат от тук, а не от столицата.
Мезорегионът от своя страна е поделен на шест микрорегиона.

## Микрорегиони
- Алворада д'Оести
- Арикемис
- Вилена
- Жи-Парана
- Какоал
- Колорадо до Оести